# アクイローニア
アクイローニア（伊: Aquilonia）は、イタリア共和国カンパニア州アヴェッリーノ県にある、人口約1,700人の基礎自治体（コムーネ）。

## 地理

### 位置・広がり

#### 隣接コムーネ
隣接するコムーネは以下の通り。括弧内のPZはポテンツァ県所属を示す。
- ビザッチャ
- カリトリ
- ラチェドーニア
- メルフィ (PZ)
- モンテヴェルデ
- リオネーロ・イン・ヴルトゥレ (PZ)

## 姉妹都市
- カンビアーノ、イタリア
- カラマーニャ・ピエモンテ、イタリア